# Frances Hamerstrom
 Frances Hamerstrom (* 16. Dezember 1907 in Brookline (Massachusetts), USA; † 29. August 1998 in Port Edwards, Wisconsin, USA) war eine US-amerikanische Ornithologin und Autorin.  Sie ist für ihre Arbeit mit dem Großen Präriehuhn in Wisconsin und ihre Forschungen über Greifvögel bekannt und sie war die erste Frau in den USA, die einen Master in Wildtiermanagement erwarb. Zu ihren wichtigsten Beiträgen gehören die Rettung des Präriehuhns vor dem Aussterben in Wisconsin, Langzeitstudien zur Greifvogelpopulation und die Entwicklung von Techniken zur Zucht von Steinadlern in Gefangenschaft.

## Leben und Werk
Hamerstrom war das einzige Kind einer wohlhabenden Familie in Boston, Massachusetts. Ihr Vater war ein internationaler Kriminologe und sie verbrachte vier Jahre in Europa, wo sie Französisch und Deutsch lernte. Sie besuchte die Milton Academy und das Smith College. 1931 heiratete sie den Naturforscher Frederick Hamerstrom, mit dem sie zwei Kinder bekam. Nachdem sie den Naturschützer und Ökologen Aldo Leopold kennengelernt hatten, studierten sie und ihr Mann bei dem Zoologen Paul Errington an der Iowa State University, wo sie 1935 ihren Bachelor-Abschluss erwarb. Anschließend zog sie mit ihrem Mann nach Wisconsin, um in einem Wildschutzgebiet zu arbeiten und mit ihm als Forschungsstipendiaten an der University of Wisconsin bei Aldo Leopold zu arbeiten. Sie war die einzige Studentin von Leopold und erwarb 1940 ihren Master in Wildtiermanagement. Während dieser Zeit begannen sie und ihr Mann ihre Forschungen über das Präriehuhn, eine vom Aussterben bedrohte Art in Wisconsin. Von 1944 bis 1946 diente ihr Mann bei der United States Air Force, während sie als Medizintechnikerin am Beaumont General Hospital tätig war.

## Forschung

### Großes Präriehuhn

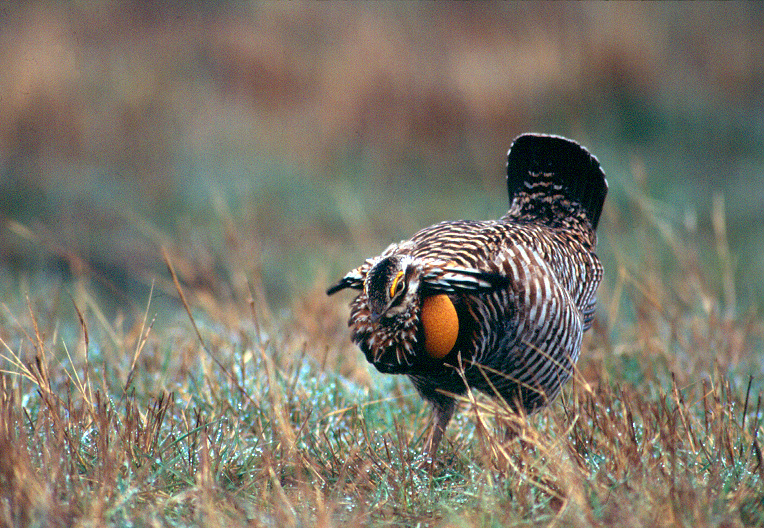
Großes Präriehuhn

Hamerstrom und ihr Ehemann halfen dabei, die Präriehühnerpopulation von Wisconsin zu stabilisieren, nachdem ein Großteil des Lebensraums dieses Vogels durch Landwirtschaft und andere Entwicklungen zerstört worden war. 1949 war sie die zweite Frau, die als Wildtierprofi in Wisconsin arbeitete und sie war bis 1972 stellvertretende Projektleiterin der Prairie Grouse Management Research Unit des Conservation Department (heute Wisconsin Department of Natural Resources).  Die Hamerstroms untersuchten die Lebensraumbedürfnisse der Großen Präriehühner und halfen dabei, die öffentliche Aufmerksamkeit auf die Notwendigkeit der Erhaltung des Lebensraums zu lenken. 1961 gründeten sie die „Gesellschaft des Tympanuchus Cupido Pinnatus“, um insgesamt mehr als 2000 Hektar Land zu erwerben, das für die Erhaltung und Wiederherstellung der einheimischen Präriehuhnpopulationen verwaltet werden sollte. Im Laufe der Jahre haben schätzungsweise 7.000 Wildtierbeobachter an der Sammlung der notwendigen Daten für dieses Projekt teilgenommen, wobei Hamerstrom sie alle in ihrem Haus beherbergte.

## Weitere Forschungsprojekte

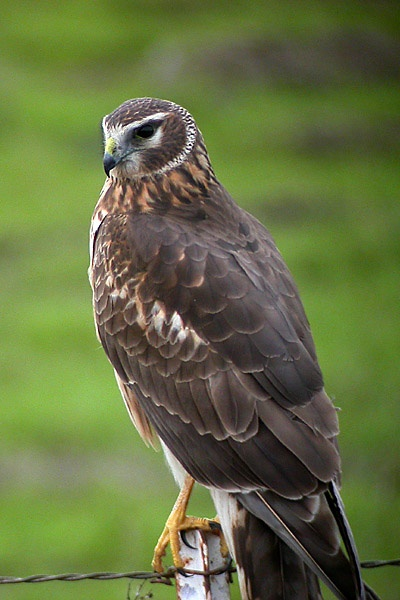
Hudsonweihe

Danach erforschte sie Greifvögel, wie Falken, Adler und Eulen, leitete die Raptor Research Foundation und lehrte an der University of Wisconsin-Stevens Point. Die Hamerstroms führten auch eine jahrzehntelange Studie über die Hudsonweihe durch. Ihr Buch Hawk of the Marshes mit Illustrationen von ihrem Ehemann, dokumentiert den Zusammenhang zwischen dem Bruterfolg der Weihen und der Wühlmauspopulation, die das Nahrungsangebot darstellte. Hamerstrom bemerkte, dass die Häufigkeit der Wühlmäuse das Paarungssystem der Weihe bestimmt, und dokumentierte ihre Ergebnisse in einem Artikel von 1985, der mit dem Edwards-Preis für die beste Arbeit dieses Jahres ausgezeichnet wurde.
Hamerstrom war auch eine lizenzierte Falknerin. Sie studierte amerikanische Turmfalken und die Verwendung von Nistkästen als Managementinstrument für Turmfalken und sie beringte Tausende von Raubvögeln in Wisconsin und in anderen Teilen Nordamerikas während ihrer vielen Reisen mit farbigen Beinbändern. Mit ihren Erkenntnissen trug sie zu dem Buch  Peregrine Falcon Populations: Their Biology and Decline (1998) bei.
Die Hamerstroms lebten in einem Haus aus den 1850er Jahren in Plainfield, Wisconsin. Es wurde nie fertiggestellt, es fehlte an fließendem Wasser und es wurde mit Holzöfen beheizt. Es war ursprünglich als Postkutschenhaltestelle und Gemeindezentrum konzipiert, denn das Gebäude hatte im zweiten Stock einen unvollständigen Ballsaal, welchen Hamerström als Lagerraum für Proben und Daten nutzte. Neben ihrer Forschung und wissenschaftlichen Beratungstätigkeit waren die Hamerstroms in vielen staatlichen, nationalen und internationalen Organisationen aktiv.
Nach dem Tod ihres Mannes 1959 besuchte Hamerstrom Saudi-Arabien, Afrika und Südamerika. Auf einer Expedition in Peru brach sie sich im Alter von 86 Jahren die Hüfte und wurde mit einem Hubschrauber evakuiert. Im folgenden Jahr kehrte sie in die Gegend zurück, um Jagdpraktiken an einem Nebenfluss des Amazonas zu beobachten.
Hamerstrom veröffentlichte über 150 Fachartikel und 10 Bücher über Präriehühner, Weihen, Adler und andere Wildtierthemen, von denen einige ins Deutsche übersetzt wurden. Sie war auch als Köchin bekannt und veröffentlichte gegen Ende ihres Lebens ein Wildkochbuch. Ihr Geheimnis für Kuchenkrusten war die Verwendung von Bärenschmalz, welches ihr ihre Leser gelegentlich zusandten. Wildfoods Cookbook: From the Fields and Forests of the Great Lakes States wurde 1994 im Alter von 84 Jahren veröffentlicht und von ihrer Tochter Elva Hamerstrom illustriert.
Hamerstrom starb im Alter von 90 Jahren in einem Pflegeheim in Port Edwards, Wisconsin.

## Auszeichnungen und Ehrungen (Auswahl)
- Josselyn Van Tyne Award in Ornithology
- Chapman Award of the American Museum
- August Derleth Award for adult nonfiction (dreimal)
- Edwards Prize
- National Wildlife Federation Award
- 1961 erhielt Hamerstrom die Ehrendoktorwürde der  Carroll University.
- 1970 erhielten sie und ihr Ehemann den Award for Distinguished Service to Conservation von der National Wildlife Federation.
- 1992 erhielt Hamerstrom den Notable Wisconsin Authors Award der Wisconsin Library Association.
- 1996 wurden beide Hamerstroms in die Wisconsin Conservation Hall of Fame aufgenommen.
- Das Wisconsin-Chapter of Wildlife Society vergibt ihr zu Ehren das Frances 'Fran' Hamerstrom Memorial-Stipendium.

## Veröffentlichungen (Auswahl)
- Walk When the Moon is Full. Schneider Pubs, 2013, ISBN 978-0-936984-17-9.
- An Eagle to the Sky. UNKNO, 1988, ISBN 978-1-55821-006-6.
- Harrier, Hawk of the Marshes: The Hawk That is Ruled by a Mouse. Smithsonian, 1986, ISBN 978-0-87474-537-5.
- Wild Food Cookbook: From the Fields and Forests of the Great Lakes States.  Amherst Pr, 1994, ISBN 978-0-942495-37-9.
- Is She Coming Too? Memoirs of a Lady Hunter. Iowa State Pr, 1989, ISBN 978-0-8138-0472-9.